# サリー・カークランド
サリー・カークランド（Sally Kirkland,  1941年10月31日 - ）は、アメリカ合衆国の女優。ニューヨーク出身。
1987年、『アンナ』で第45回ゴールデングローブ賞 主演女優賞 (ドラマ部門)とインディペンデント・スピリット賞主演女優賞を受賞した。

## 主な出演作品
- 追憶 The Way We Were (1973)
- シンデレラ・リバティー/かぎりなき愛 Cinderella Liberty (1973)
- スティング The Sting (1973)
- ブレージングサドル Blazing Saddles (1974)
- ビッグ・バッド・ママ Big Bad Mama (1974)
- 弾丸を噛め Bite the Bullet (1975)
- クレイジー・ママ Crazy Mama (1975)
- 軍用列車 Breakheart Pass (1975)
- トラックス Tracks (1976)
- スター誕生 A Star Is Born (1976)
- プライベート・ベンジャミン Private Benjamin (1980)
- 縮みゆく女 The Incredible Shrinking Woman (1981)
- アンナ Anna (1987)
- ベスト・オブ・ザ・ベスト Best of the Best (1989)
- チキンハート・ブルース Cold Feet (1989)
- リベンジ Revenge (1990)
- ダブルチェイス/俺たちは007じゃない Bullseye! (1990)
- マスターズ・オブ・ホラー/悪夢の狂宴 Due occhi diabolici (1990)
- JFK JFK (1991)
- ホーンテッド・ハウス The Haunted (1991)
- フォーエバー Forever (1992)
- 二重告訴 Double Jeopardy (1992)
- ガンメン Gunmen (1994)
- エクセス・バゲッジ/シュガーな気持ち Excess Baggage (1997)
- ブレイブ・ニュー・ワールド/恐るべき理想郷 Brave New World (1998)
- エドtv Edtv (1999)
- フェリシティの青春 Felicity (1999) テレビドラマ
- ブルース・オールマイティ Bruce Almighty (2003)
- マンゴー・キス Mango Kiss (2004)
- ファクトリー・ガール Factory Girl (2006)
- ビッグ・スタン Big Stan (2007)
- フィンガープリント Fingerprints (2008)